# Idea de Szeged
La Idea de Szeged (en húngaro: Szegedi gondolat), a menudo denominada informalmente como el fascismo de Szeged, se refiere a una ideología protofascista que surgió entre los contrarrevolucionarios anticomunistas en Szeged, Hungría, en 1919. Esta ideología evolucionó hacia conceptos similares al nazismo.La Idea de Szeged sostenía que Hungría había sido traicionada durante la Primera Guerra Mundial por comunistas y judíos, y abogaba por una respuesta que incluyera una guerra santa contra esos considerados traidores.Los seguidores de esta ideología defendían un fuerte nacionalismo húngaro, proponían una "tercera vía" económica y apoyaban la creación de un estado poderoso.
Los szegedistas abogaron por reclamaciones irredentistas sobre territorios que habían pertenecido a Hungría antes de la conclusión de la Primera Guerra Mundial.Su ideología sostenía que existía una conspiración "judeo-bolchevique" en el país.Gyula Gömbös fue el principal líder de este movimiento.Gömbös afirmó que la violencia era "un medio legítimo de gobernar... para moldear el curso de la historia, no en beneficio de un pequeño grupo, sino de toda una nación".Al asumir el cargo de primer ministro, adoptó posturas fascistas, promoviendo soluciones corporativistas para la unidad nacional inspiradas en Benito Mussolini, así como políticas raciales similares a las de Adolf Hitler.
Gömbös afirmó que su administración "garantizaría nuestra civilización nacional, fundamentada en nuestras características raciales distintivas y en principios morales cristianos".